# Parafia Świętego Krzyża w Stargardzie
Parafia pw. Świętego Krzyża w Stargardzie – rzymskokatolicka parafia należąca do dekanatu Stargard Zachód, archidiecezji szczecińsko-kamieńskiej, metropolii szczecińsko-kamieńskiej. Została erygowana w roku 1959. Terytorialnie obejmuje południową dzielnicę miasta - Kluczewo.